# Mohamed Tarek Salah
Mohamed Tarek Salah (en arabe : محمد طارق صلاح), né en 1987, est un nageur égyptien.

## Carrière
Mohamed Tarek Salah est médaillé de bronze des relais 4 x 100 mètres quatre nages aux Championnats d'Afrique de natation 2006 à Dakar.